# Тласкала
Тласкала (на испански: Tlaxcala, произношение на местния диалект Тлашкала) е един от 31-те щата на Мексико. Разположен е в централноизточната част на страната на изток от Мексико Сити. Тласкала е с население от 1 068 207 жители (2005 г., 27-и по население), а общата площ на щата е 4016 км², което го прави най-малкият щат по площ в Мексико. Главен град на щата е Тласкала.